# 吉姆·杰克逊

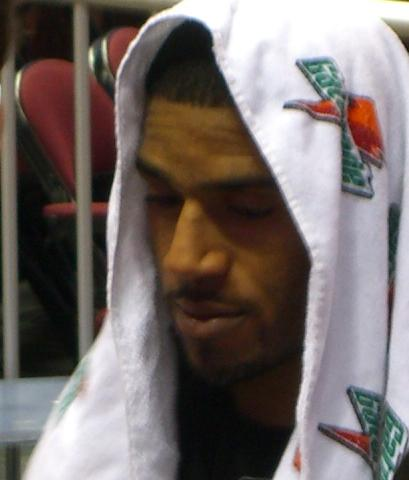
吉姆·杰克逊

詹姆斯·阿瑟·杰克逊（英語：James Arthur Jackson，1970年10月14日—），通称吉姆·杰克逊或吉米·杰克逊，美国职业篮球运动员。
杰克逊毕业于俄亥俄州立大学，身高198厘米，体重约100公斤，一般在场上司职锋卫摇摆人。他于1992年进入NBA，于第一轮第四顺位被达拉斯小牛队选中。

## 职业生涯
在小牛队期间，他一度与贾森·基德、贾马尔·马什本并称为“达拉斯三J”，被视作小牛未来的希望。但是由于三人之间的不和，这一梦幻组合很快便分崩离析。杰克逊于1997年3月被送往新泽西网队，以交换肖恩·布拉德利等人。
其后，杰克逊成为NBA中著名的流浪汉，在其职业生涯的14个赛季中，一共效力了12支球队。2006年初，他被菲尼克斯太阳队解雇，其后在与洛杉矶湖人队完成一个短期合同后，杰克逊宣布退役。